# (3073) Курск
(3073) Курск (англ. 3073 Kursk, ранее 1979 SW11) — каменистый астероид семейства Флоры, синхронно-двойной, диаметром около 4,7 км. Был открыт 24 сентября 1979 года советским астрономом Николаем Черных в Крымской астрофизической обсерватории.

## Орбита и характеристики астероида
Курск входит в состав семейства Флоры, одного из крупнейших семейств каменных астероидов класса S в Главном поясе. Астероид обращается вокруг Солнца в щели Кирквуда на расстоянии 1,9–2,5 а.е. с периодом 3 года и 4 месяца (1227 дней). Эксцентриситет орбиты равен 0,14, наклон орбиты составляет 5° относительно плоскости эклиптики.
В базе данных Collaborative Asteroid Lightcurve Link указано альбедо 0,24, полученное для астероида Флора, крупнейшего астероида семейства; при таком альбедо диаметр Курска равен 4,67 км при абсолютной звёздной величине 13,86m.

### Спутник
Вокруг астероида Курск обращается спутник диаметром 1,67 км, получивший название S/2007 (3073) 1. Период обращения составляет 44,96 часа (1 сутки, 20 часов и 57 минут).

## Название
Эта малая планета названа в честь российского города Курск. Официально название было опубликовано Центром малых планет 2 июля 1985 года (M.P.C. 9771).